# 金山卫城墙

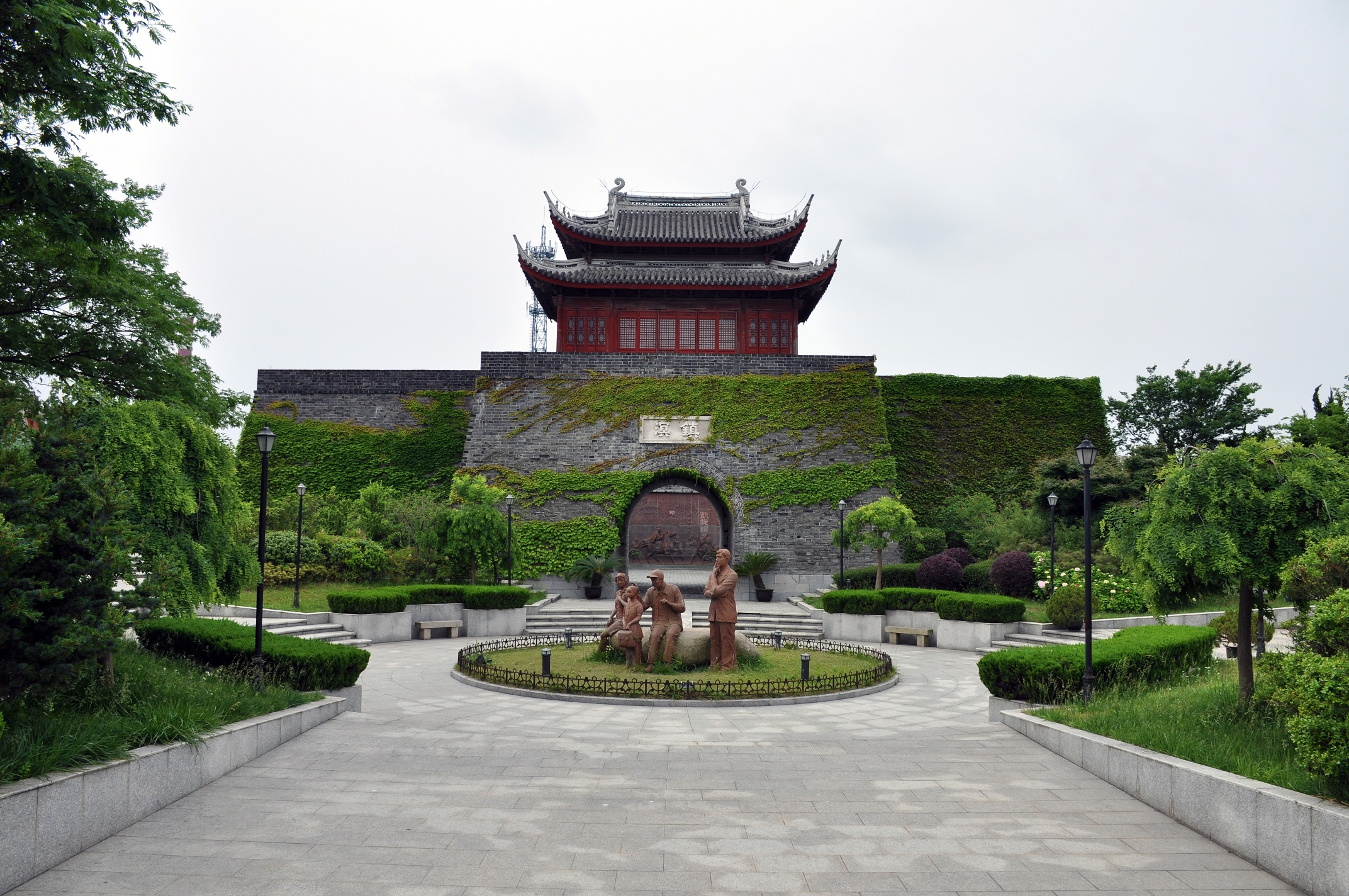
金山卫古城遗址

金山卫城墙，位于中国上海市金山区，始建于明洪武十九年（公元1386年），1933年后逐渐毁损，现仅余残迹。2004年-2005年,金山区政府对城墙遗址进行修缮，复建金山卫南门等。
金山卫城墙周长12里75丈，设有四座城门，分别为镇溟门（南门）、拱宸门（北门）、瞻阳门（东门）、迎仙门（西门）。

## 历史

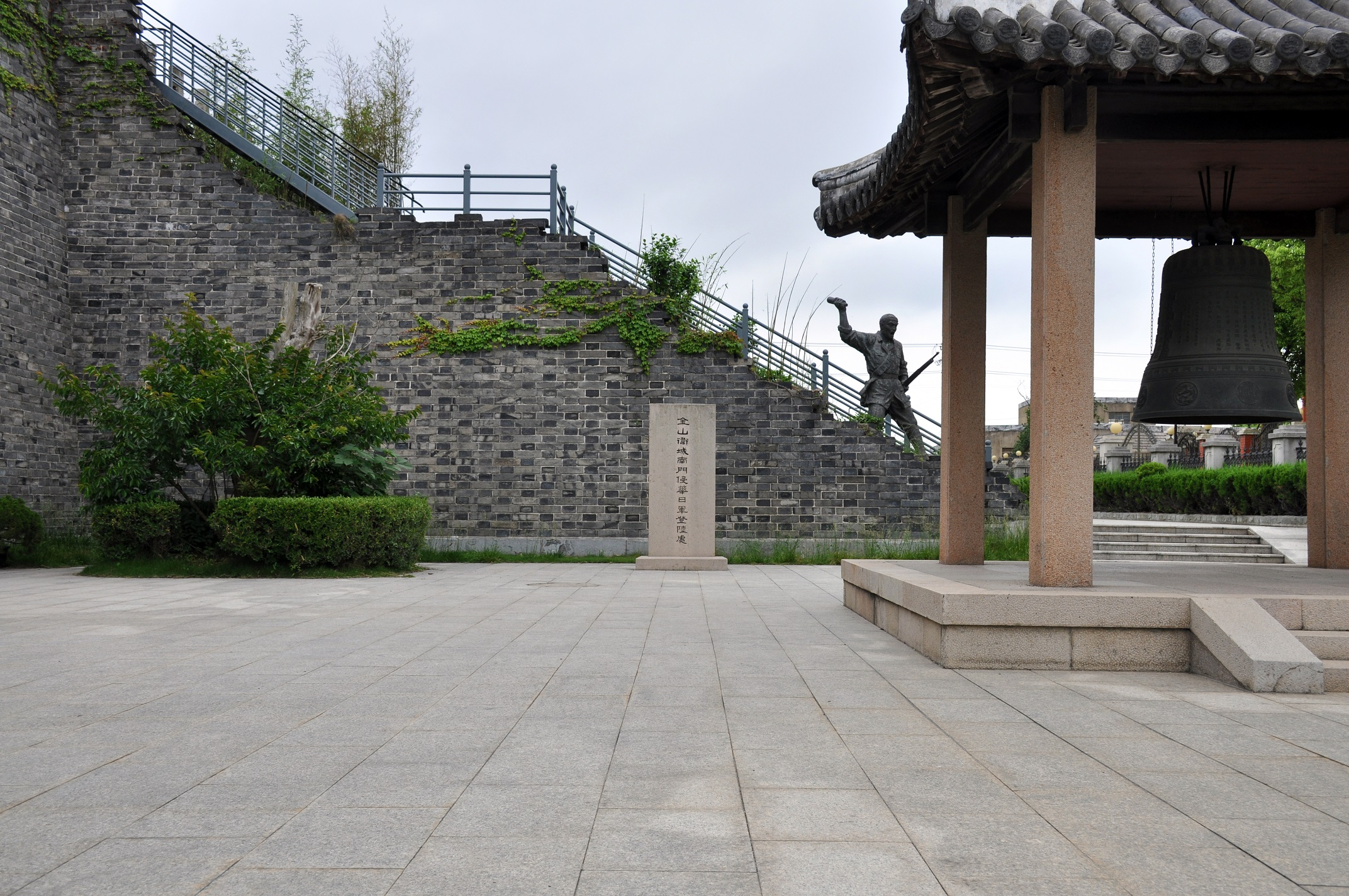
日军金山卫登陆点

明洪武十九年（公元1386年），明政府命汤和等人在小官镇筑城设卫，当时为土城。永乐十五年（1417年），城墙改为砖结构。成化三年（1467年），改为石砌结构。1933年，江苏省政府下令拆卖城砖，城墙开始遭到破坏。抗战期间，城墙遭炮火损毁。1970年代，建金山石化厂，大量城土被挖取。80年代，城墙基本消亡。